# Adolar-Hermann Wuppermann
Adolar-Hermann Wuppermann (* 18. April 1886 in Plettenberg; † 23. Februar 1958 in Wiesbaden) war ein Generalmajor der deutschen Luftwaffe im Zweiten Weltkrieg.

## Leben
Wuppermann trat am 1. April 1907 als Fahnenjunker in das 3. Lothringische Feldartillerie-Regiment Nr. 69 der Preußischen Armee in Saint-Avold ein. Von 1907 bis Ende Juli 1908 wurde er an die Kriegsschule Kassel kommandiert und im Anschluss am 18. August 1908 zum Leutnant befördert. Im Januar 1912 wurde Wuppermann Adjutanten der II. Abteilung. Diese Funktion hatte er über den Ausbruch des Ersten Weltkriegs hinaus bis zum 4. September 1914 inne. Mit seinem Verband kam Wuppermann während des gesamten Krieges über an der Westfront zum Einsatz und kämpfte u. a. bei Longwy, in den Argonnen, bei Verdun und an der Aisne. Zunächst diente er als Regimentsadjutant, war dann Batteriechef und zuletzt Abteilungsführer. Vom 4. bis 20. Juli 1918 wurde Wuppermann als Abteilungsführer im Feldartillerie-Regiment Nr. 504 verwendet. Im Verlauf des Krieges war er am 18. November 1914 zum Oberleutnant und am 18. April 1916 zum Hauptmann befördert worden sowie für seine Leistungen mit beiden Klassen des Eisernen Kreuzes sowie dem Ritterkreuz des Königlichen Hausordens von Hohenzollern mit Schwertern ausgezeichnet worden.
Nach dem Waffenstillstand von Compiègne kehrte Wuppermann in die Heimat zurück, wo sein Regiment ab 23. Dezember 1918 in Roda demobilisiert wurde. Aus Teilen des ehemaligen Regiments bildete er die nach ihm benannte Freiwilligen-Batterie „Wuppermann“, die er bis zum 25. September 1919 in der Deutschen Freischar Thümmel führte. Nach der Übernahme der Einheit in die Vorläufige Reichswehr wurde Wuppermann zunächst beurlaubt und schied zum 13. Dezember 1919 aus dem aktiven Militärdienst.
Anschließend war er bis Ende März 1920 landwirtschaftlicher Volontär und danach bis Ende März 1933 Geschäftsführer der land- und forstwirtschaftlichen Arbeitgeberverbände in den Kreisen Glogau, Fraustadt und später Guhrau und Freystadt. Ferner war er während dieser Zeit Geschäftsführer des Zweckverbandes der Arbeitgeber im Arbeitsgerichtsbezirk Glogau. Von April 1933 bis November 1934 war er Bezirkssozialreferent bei der Verwaltung der Kreise Glogau, Fraustadt und Freystadt.
Am 3. Dezember 1934 trat er als E-Offiziersanwärter der im Aufbau befindlichen Luftwaffe als Hauptmann bei. Bis Ende Juni 1938 war er als Major und ab 1. Januar 1938 als Oberstleutnant im Stab des Luftkreis-Kommandos IV in Münster eingesetzt. Von Juli 1938 bis Mitte Juli 1939 diente er im Stab des Luftgau-Kommandos XII in Wiesbaden.

### Zweiter Weltkrieg
Mit Beginn der Mobilisierung wurde Wuppermann am 15. Juli 1939 zum Quartiermeister beim Luftgau-Kommando XII in Wiesbaden ernannt und erhielt am 1. März 1940 seine Beförderung zum Oberst. Selbige Position hatte er anschließend vom 24. Juni 1940 bis 18. Juli 1944 im Luftgau-Kommando Westfrankreich inne. Zwischenzeitlich am 1. April 1944 zum Generalmajor befördert, wurde Wuppermann dann bis September 1944 zunächst beurlaubt und in die Führerreserve des Oberkommando der Luftwaffe (OKL) versetzt. Eine weitere Verwendung bis Kriegsende erfolgte nicht mehr. Am 31. Januar 1945 schied Wuppermann aus dem aktiven Wehrdienst aus.